# Dans les replis de la chair
Pour plus de détails, voir Fiche technique et Distribution.
Dans les replis de la chair (Nelle pieghe della carne) est un giallo italo-espagnol écrit et réalisé par Sergio Bergonzelli, sorti en 1970.

## Synopsis
Dans une grande demeure espagnole, un père de famille, André, est décapité sous les yeux d'un couple d'enfants dont l'un des siens. Son cadavre est aussitôt enterré dans le jardin par la gouvernante Lucile, ignorant qu'un repris de justice en fuite l'observe. Ce dernier est finalement arrêté par la police qui ne suspecte rien de ce qui s'est passé dans la villa.
13 ans plus tard, les enfants sont désormais adultes. Lucile vit toujours avec son fils Colin ainsi que la jeune propriétaire du manoir, Falese. Celle-ci est toujours traumatisée par le meurtre violent de son père. Le trio est depuis déséquilibré. Pourtant, Falese pense qu'elle a elle-même décapité son père car il a voulu la violer. Chaque fois qu'un homme veut coucher avec elle, elle se sent prise de pulsions meurtrières la poussant à commettre un crime. Ce trio à la fois soudé et pervers est troublé par l'arrivée d'un cousin obsédé sexuel, Michel, attiré par Falese... Elle le poignarde aussitôt lorsqu'il tente de coucher avec elle et son corps est fondu, grâce à l'aide de Colin, dans un bain d'acide. Son meilleur ami, Alex, arrive au manoir pour le retrouver mais Lucille le décapite. Puis c'est au tour de l'ancien taulard, témoin de l'enterrement secret d'André, d'arriver pour les faire chanter mais Lucille lui fait goûter un thalasso au cyanure... Jusqu'à l'arrivée soudaine d'André, toujours vivant... 

## Fiche technique
- Titre original : Nelle pieghe della carne
- Titre français : Dans les replis de la chair
- Réalisation et production : Sergio Bergonzelli
- Scénario : Sergio Bergonzelli, Fabio De Agostini, Mario Caiano
- Photographie : Mario Pacheco
- Montage : Donatella Baglivo
- Musique : Jesús Villa Rojo
- Société de production et distribution : MGB Cinematografica
- Pays d'origine : Italie, Espagne
- Format : Couleurs - Scope - Mono
- Durée : 88 minutes
- Date de sortie :
  - Italie : 2 mai 1970

## Distribution
- Eleonora Rossi Drago (VF : Paule Emanuele) : Lucille
- Pier Angeli (VF : Nicole Favart) : Ester Radiguet / Falese (créditée comme Anna Maria Pierangeli)
- Fernando Sancho (VF : Claude Bertrand) : Pascal Gorriot
- Alfredo Mayo (VF : Jacques Beauchey) : André (crédité comme Alfredo Majo)
- Emilio Gutiérrez Caba (VF : Michel Bedetti) : Colin
- María Rosa Sclauzero (VF : Nicole Favart) : Françoise Lagardère, la fausse Ester
- Víctor Barrera (VF : Edmond Bernard) : Michel Bordelin (crédité comme Victor Alcazar)
- Giancarlo Sist (VF : Roger Rudel) : André
- Gaetano Imbró
- Luciano Catenacci (VF : Roger Rudel) : Antoine (crédité comme Luciano Lorcas)
- Bruno Ciangola (VF : Bernard Tiphaine) : Alex Bordelin